# Nelson Jair Cardona Ramírez
Nelson Jair Cardona Ramírez (* 18. Januar 1969 in Norcasia, Departamento de Caldas, Kolumbien) ist ein kolumbianischer Geistlicher und römisch-katholischer Bischof von Pereira.

## Leben
Nelson Jair Cardona Ramírez empfing am 12. Dezember 1992 durch den Bischof von La Dorada-Guaduas, Fabio Betancur Tirado, das Sakrament der Priesterweihe. Er war von 1993 bis 1995 im Bistum La Dorada-Guaduas Delegat für Jugendpastoral und wirkte in den folgenden Jahren als Gemeindepfarrer und Professor am diözesanen Priesterseminar. Zudem war er vor seiner Bischofsernennung Mitglied im Priesterrat des Bistums La Dorada-Guaduas.
Am 7. Mai 2016 ernannte ihn Papst Franziskus zum Bischof von San José del Guaviare. Der Bischof von La Dorada-Guaduas, Oscar Aníbal Salazar Gómez, spendete ihm am 18. Juni desselben Jahres die Bischofsweihe; Mitkonsekratoren waren der Erzbischof von Villavicencio, Óscar Urbina Ortega, und der Apostolische Nuntius in Kolumbien, Erzbischof Ettore Balestrero. Die Amtseinführung erfolgte am 9. Juli 2016. Im März 2021 appellierte Cardona während Auseinandersetzungen zwischen dem kolumbianischen Militär und Rebellen der FARC-EP an beide Seiten, die Belange von Jugendlichen besonders im Blick zu behalten. Die Rebellen sollten keine Minderjährigen mehr rekrutieren, während er die Regierungsseite aufforderte, der jungen Generation bessere wirtschaftliche und soziale Perspektiven aufzuzeigen.
Vom 23. April 2022 bis zum 2. März 2023 verwaltete er zusätzlich während der Sedisvakanz das Erzbistum Villavicencio als Apostolischer Administrator. Am 4. Oktober 2024 ernannte ihn Papst Franziskus zum Bischof von Pereira.